# TUDH BS Mobile 3
El VLT modelo Mobile 3 fabricado por la Bom Sinal se trata de una Unidad de Tren Diesel-Hidráulico (TUDH), construido en acero galvanizado, con sistema hidráulico aportado por Voith, bidireccional compuesto por tres vagones (M+R+M).
El modelo está en operación o implantado en Recife (Metrorec) y en Maceió (VLT de Maceió).